# Иван Сърбов
Иван Георгиев Сърбов, наричан Сърбо или Сърбот, е български революционер, деец на Вътрешната македоно-одринска революционна организация.

## Биография
Иван Сърбов е роден в 1870 или 1876 година в град Енидже Вардар, тогава в Османската империя, днес в Гърция. По професия е рибар и има завършен първи клас. Присъединява се към ВМОРО през 1902 година и е дългогодишен четник при Апостол Петков. Заедно с Андон Топалов убиват през 1905 година ръковидителят на гръцката пропаганда в града Христо Хаджидимитров. През 1910 година е четник на Иван Пальошев.
През 1912 година по време на Балканските войни е доброволец в Македоно-одринското опълчение и служи в 4 рота на 13-a кукушка дружина, както и в сборната партизанска рота на МОО. Участва в Първата световна война в българската армия.
На 25 март 1943 година, като жител на Струмица, подава молба за българска народна пенсия, която е одобрена и пенсията е отпусната от Министерския съвет на Царство България.